# Монстры на каникулах 4: Трансформания
«Монстры на каникулах 4: Трансформания» (англ. Hotel Transylvania: Transformania (с англ. — «Отель Трансильвания: Трансформания»)) — американский компьютерно-анимационный комедийный фильм Дерека Драймона и Дженнифер Клушка, произведённый компаниями Columbia Pictures, Sony Pictures Animation и MRC. Является четвёртым и последним фильмом во франшизе «Монстры на каникулах»; продолжение мультфильма «Монстры на каникулах 3: Море зовёт».
Авторы сценария — Геннди Тартаковски, Амос Вернон и Нунцио Рандаццо. Главных героев озвучили Энди Сэмберг, Селена Гомес (которая также является исполнительным продюсером наряду с Тартаковски), Кэтрин Хан, Джим Гэффиган, Стив Бушеми, Молли Шеннон, Дэвид Спейд, Киган-Майкл Кей, Брайан Халл, Фрэн Дрешер, Брэд Абрелл и Эшер Блинкофф.
Изначально мультфильм планировалось выпустить в кинопрокат в октябре 2021 года, однако в связи с распространением Дельта-штамма коронавируса в США кинокомпания Sony Pictures Releasing отменила эти планы и продала права на дистрибуцию компании Amazon Studios. Премьера фильма состоялась на потоковом сервисе Amazon Prime Video 14 января 2022 года. Мультфильм получил смешанные отзывы критиков.

## Сюжет
Во время празднования 125-летней годовщины с момента основания отеля «Трансильвания» Мэйвис подслушивает разговор Дракулы и Эрики, в котором тот упоминает о планах уйти в отставку и передать управление отелем ей. Она рассказывает об этом Джонни, тот сильно радуется и под влиянием рассказывает Дракуле о своих планах по поводу ребрендинга здания. Испугавшись, что Джонни всё испортит, граф разочаровывает человека, соврав ему о том, что существует закон о недвижимости, согласно которому отелем могут владеть только монстры.
Ван Хельсинг решает помочь Джонни и рассказывает о своём изобретении — монстрифицирующем жезле, способном превращать людей в монстров и наоборот. Проведя тестирование на морской свинке Джиджи, он применяет жезл на Джонни, который превращается в драконоподобного монстра. Узнав об этом, Дракула пытается отменить трансформацию Джонни, но случайно превращает себя в человека и разбивает кристалл из жезла. Ван Хельсинг сообщает Дракуле и Джонни, что для того, чтобы превратиться обратно, им необходимо отправиться в Южную Америку и отыскать новый кристалл, поэтому те немедленно отправляются в путь.
Друзья Дракулы Фрэнк, Вольфыч, Гриффин и Мюррей выпивают воду из фонтана, в который ранее попал луч жезла, и превращаются в людей, а Желе превращается в тарелку с реальным желе. Узнав о том, что произошло с Джонни и Дракулой, Мэйвис и Эрика приходят к Ван Хельсингу за ответами, однако он предупреждает их о том, что люди, обращённые в монстров с помощью жезла, продолжают трансформироваться. Мэйвис, Эрика, Вольфыч, Ванда, Гриффин, Фрэнк, Юнис и Мюррей отправляются в Южную Америку на поиски Дракулы и Джонни.
Во время путешествия по южноамериканским джунглям связь Дракулы и Джонни укрепляется, и как только Дракула собирается признаться в своей лжи о законе о недвижимости, их друзья находят их. Обстановка накаляется, когда Дракула признаётся в обмане в отношение передачи управления отелем Мэйвис и Джонни. Из-за этого Джонни решает, что Дракула не считает его частью семьи, злится и уходит.
Мэйвис отправляется на поиски Джонни, в то время как Дракула и остальные ищут кристалл. Мэйвис находит Джонни, однако трансформация сильно его изменила. Она приводит его к пещере, где находится кристалл. Когда Мэйвис пытается превратить Джонни обратно в человека, ничего не происходит. Отчаявшийся Дракула позволяет Джонни поймать его и признаётся в том, как сильно ошибался насчёт Джонни, и что даже не пытался видеть в нём хорошее. Это вновь пробуждает в Джонни чувства, и Мэйвис превращает его обратно в человека.
Когда Дракула и его друзья превращаются обратно в монстров, компания возвращается домой и видит, что отель уничтожен Джиджи. Превратив Джиджи обратно, Дракула оплакивает свою потерю. Вскоре он позволяет Мэйвис и Джонни перестроить отель на свой лад.
Спустя год, Мэйвис и Джонни показывают Дракуле перестроенный отель «Трансильвания».

## В ролях
| Персонаж                           | Озвучивание (оригинал) |                        |
| ---------------------------------- | ---------------------- | ---------------------- |
| Джонатан (Джонни) Лоран            | Энди Сэмберг           |                        |
| Мэйвис Дракула                     | Селена Гомес           |                        |
| Эрика Ван Хельсинг                 | Кэтрин Хан             |                        |
| Абрахам Ван Хельсинг               | Джим Гэффиган          |                        |
| Вольфыч                            | Стив Бушеми            |                        |
| Ванда                              | Молли Шеннон           |                        |
| Гриффин (Человек-невидимка)        | Дэвид Спейд            |                        |
| Мюррей (Мумия)                     | Киган-Майкл Кей        |                        |
| Граф «Драк» Дракула                | Брайан Халл            |                        |
| Юнис                               | Фрэн Дрешер            |                        |
| Франкенштейн                       | Брэд Абрелл            |                        |
| Деннис Дракула-Лоран               | Эшер Блинкофф          |                        |
| Винни                              | Зои Берри              |                        |
| Монстр вечеринки                   | Ричард «Ninja» Блевинс | Ричард «Ninja» Блевинс |
| Гремлин-пилот / гремлин-стюардесса | Аарон ЛаПланте         |                        |

## Производство
26 февраля 2019 года Sony Pictures Animation объявила, что в разработке находится четвёртый фильм франшизы «Монстры на каникулах». 4 октября 2019 года Геннди Тартаковский подтвердил, что не будет режиссёром фильма. 17 сентября 2020 года Дженнифер Клушка, раскадровщица первых двух фильмов «Монстров на каникулах», и Дерек Драймон, бывший участник съёмочной группы мультсериалов «Губка Боб Квадратные Штаны» и «Времени приключений», были утверждены в качестве режиссёров фильма, а Тартаковский напишет сценарий и выступит в качестве исполнительного продюсера вместе с Селеной Гомес. Производство велось дистанционно во время пандемии COVID-19.
В апреле 2021 года было объявлено, что фильм будет называться «Монстры на каникулах 4: Трансформания» (англ. Hotel Transylvania: Transformania), и было подтверждено, что это будет последний фильм в серии. В том же месяце Sony подтвердила, что Адам Сэндлер не будет повторять свою роль в качестве голоса Дракулы. Роль была передана Брайану Халлу после озвучивания персонажа в короткометражном фильме «Монстрические питомцы», в то время как Кэтрин Хан, Киган-Майкл Ки, Стив Бушеми и Дэвид Спейд были подтверждены, чтобы повторить свои роли. В мае 2021 года было объявлено, что Брэд Абрелл заменил Кевина Джеймса в качестве голоса Франкенштейна.

## Выпуск
Первоначально планировалось, что «Монстры на каникулах 4: Трансформания» выйдет в прокат 22 декабря 2021 года. Но 24 апреля 2020 года стало известно, что фильм был перенесен на 4 августа 2021 года. Позднее, дата была перенесена на 23 июля 2021 года. В июне выход фильма был отложен до 1 октября 2021 года.
16 августа Sony Pictures заявила, что рассматривает иные стратегии выпуска фильма вместо релиза в кинотеатрах. Такое заявление было сделано в связи с распространением штамма коронавирусной инфекции «Дельта» в США и отсутствием вакцины для детей в возрасте до 12 лет. Отталкиваясь от вышеизложенных факторов, студия считает коммерчески невыгодным выпуск в прокат фильма, нацеленного преимущественно на детскую и семейную аудиторию. На следующий день, 17 августа, потоковый сервис Amazon Prime Video объявил о приобретении прав на дистрибуцию фильма во всём мире, кроме Китая, за сумму в размере 100 миллионов долларов. 6 октября стало известно, что лента выйдет на Amazon Prime Video 14 января 2022 года.

## Приём

### Критический ответ
На сайте-агрегаторе обзоров Rotten Tomatoes 49% из 77 отзывов критиков являются положительными со средней оценкой 5,20/10. Консенсус веб-сайта гласит: «Как и три фильма, за которыми следует, «Монстры на каникулах 4: Трансформания» представляет собой средний семейный мультфильм - относительно безболезненный, но в целом довольно скучный». Metacritic, который использует средневзвешенное значение, присвоил фильму оценку 46 баллов из 100 на основе 15 критиков, что указывает на «смешанные или средние отзывы».

### Награды
Фильм был номинирован на премию Эмми «Для детей и семьи» за выдающуюся анимационную программу особого класса и за выдающееся сведение звука и монтаж звука для анимационной программы.